# Bistum Sincelejo
Das Bistum Sincelejo (lat.: Dioecesis Sinceleiensis, span.: Diócesis de Sincelejo) ist eine in Kolumbien gelegene römisch-katholische Diözese mit Sitz in Sincelejo.

## Geschichte
Das Bistum Sincelejo wurde am 25. April 1969 durch Papst Paul VI. aus Gebietsabtretungen des Erzbistums Cartagena errichtet und diesem als Suffraganbistum unterstellt.

Wappen des Bistums Sincelejo

## Bischöfe von Sincelejo
- Félix María Torres Parra, 1969–1980, dann Bischof von Santa Marta
- Héctor Jaramillo Duque SDB, 1981–1990
- Nel Hedye Beltrán Santamaria, 1992–2014
- José Crispiano Clavijo Méndez, seit 2015